# Alfons Roelandts
Alfons Roelandts, né le 16 septembre 1887 à Kessel-Lo et mort le 26 juillet 1983 à Linden, est un homme politique socialiste belge.
Roelandts fut tourneur (1900) et secrétaire de syndicat (1919).
Il fut conseiller communal (1921-58), échevin (1921-36) et bourgmestre (1936-53) de Kessel-Lo; conseiller provincial de la province de Brabant (1932-1949) et sénateur de l'arrondissement de Louvain de 1949 à 1954.

## Sources
- sa bio sur ODIS

1. ↑  « http://www.archiefbank.be/dlnk/AE_9743 »